# ...En ook de bloemen werden geboeid
...En ook de bloemen werden geboeid (Frans: ...Et ils passèrent des menottes aux fleurs) is een in het Frans geschreven toneelstuk van de Spaanse auteur Fernando Arrabal, voor het eerst opgevoerd te Parijs op 22 september 1969. Dit werk, dat naar Arrabals normen sterk politiek geëngageerd is, beschrijft de fantasieën van een groep gevangenen tijdens de dictatuur van Francisco Franco. Het was geïnspireerd door de gevangenschap van de auteur zelf in Spanje anno 1967.
De eerste Vlaamse opvoering van het toneelstuk, in Gent onder regie van Jo Gevers, leidde in 1971 tot de arrestatie en veroordeling van de acteurs en regisseur wegens openbare zedenschennis.
Een Amerikaanse vertaling ging op 21 april 1972 in première in het Mercer O'Casey-theater te New York.

## Samenvatting
Volgens de proloog moet het publiek een voor een de zaal binnengebracht worden, terwijl de acteurs de mensen vastgrijpen en onsamenhangende dingen in hun oor fluisteren. Het stuk begint wanneer Tosan in de gevangenis belandt.
Katar en Amiel praten over de maanlanding van de Apollo 11. Pronos volgt het gesprek maar kan niets zeggen omdat hij stom is. Uit de luidspreker komen geregeld allerhande mededelingen of bevelen. Amiel en Katar spreken over hun dromen; die van Amiel zijn meestal seksueel van aard. Ze vragen zich af wat er van hun oude celgenoot Durante geworden is, nu die weer op vrije voet is, en beelden deze scène uit. Er volgt een warrig gesprek tussen Amiel als Durero en Drima als diens vriendin Roupa over onder andere dierentuinen, champagne, seks en de maan. Dit is allemaal een droom van Amiel. 'Het spook' is een personage dat, tussen de black-outs in, feiten over de geschiedenis van het Spaanse gevangenissysteem vertelt.
De volgende scène is een herinnering van Amiel aan zijn geliefde, Lelia, die hem voor een edelman aanziet. Pronos houdt op een balkon een toespraak als politiek agitator en roept op de kerken in brand te steken en de eigendomsakten te verscheuren, hetgeen het begin van een burgeroorlog inluidt. Tosan was kennelijk een van zijn medestrijders. Dan wordt Pronos een priester die volop achter het politieke regime staat; hij gooit een man een half jaar de cel in omdat die geen standbeeld van Jezus wilde kussen. De gevangenen komen in opstand tegen de priester, steken zijn ogen uit, trekken zijn testikels eraf en stoppen ze in zijn mond. Hij zegent zijn testikels en eet ze godsvruchtig op, terwijl hij de Heer looft. De priester bidt tot God en Jezus verschijnt in de gedaante van Tosan, met een doek over zijn geslachtsdeel. Hij wrijft speeksel in de ogen van de priester, die daarop weer kan zien, en geeft hem zijn testikels terug. Het is een wonder. Jezus trekt de doek van zijn penis weg en daaronder zit Drima als Cleopatra, die hem pijpt. Op dat moment eindigt Amiels droom, want hij moet naar het toilet. In de volgende droom trouwen Imis, Lelia, de profeet Elia en Rubens de schilder met hun vieren in een groteske ceremonie. Lelia verandert in Desdemona uit Othello en spreekt in zestiende-eeuwse taal. 
Tosan komt binnen; hij is gefolterd maar heeft niets losgelaten. De volgende scène is het proces, waarop Tosan niet mag spreken en de rechter hem uitscheldt. Hij wordt ervan beschuldigd zijn dorpspriester te hebben vermoord en kan maar beter meteen terechtgesteld worden. Het probleem in dit geval is echter dat zijn dorpspriester in de rechtszaal aanwezig is. Voor de rechter zit er niets anders op dan de doodstraf door een levenslange gevangenisstraf te vervangen.
Pronos danst ballet. Amiel wordt een beul; Drima steekt Katar met een mes en schijt op hem. In de volgende scène krijgt Tosan bezoek van zijn vrouw Falidia; zijn proces is voor morgen gepland. Dit is een flashback. Pronos herinnert zich zijn geliefde Imis; aangezien hij niets kan zeggen, houdt zij een lange monoloog. Ze kleden zich allebei uit en kruipen naakt rond terwijl ze  balken als ezels. Dan blijkt dat Katar en Tosan elkaar in de latrine aan het neuken zijn. De cipier geeft hun daarvoor beiden zes maanden op water en brood. Omdat Amiel brutaal tegen de cipier is geweest, wordt hij buiten de hele nacht lang ondersteboven opgehangen. 's Ochtends blijkt hij nog te leven en de cipier gooit een schotel met ontbijt naar hem, waarin hij gespuwd heeft. Er weerklinkt gregoriaanse muziek en Amiel verandert in Onze-Lieve-Vrouw van Fátima. Hij spreekt tot de herderinnen Imis en Falidia. Om Imis te bewijzen dat hij de Heilige Maagd is, urineert hij in haar mond; in plaats van urine komt warme chocolademelk uit zijn penis. Het drietal juicht om dit mirakel en ze dansen met wc-brillen op hun hoofd.
Terug in de echte wereld discussiëren Amiel en Katar over de politieke repressie die hen in haar greep houdt. Amiel zegt dat de maanlanding 'de eerste stap' naar een nieuwe wereld is, want dit was een vredelievende, geweldloze verovering. Het regime zal niet lang meer bestaan:

Het is voorbij — of bijna voorbij —, de tijd toen ze de bloemen handboeiden.
— Arrabal, blz. 60

Na nog een droom waarin Katar door Amiel, Drima, Lelia en Falidia gezamenlijk gemarteld wordt, krijgt Tosan bezoek van zijn advocaat. Het is duidelijk dat Tosan, leider van de plaatselijke opstandelingen, slechts een showproces zal krijgen: hij mag niet spreken en de rechter wil Tosan absoluut dood hebben. Alle verhalen over foltering zijn 'belediging van het vaderland'. Bij wet mag de beklaagde de formele inbeschuldigingstelling niet eens lezen. Tosan protesteert dat de openbaar aanklager niet gekwalificeerd is; hij heeft zijn eigen diploma vervalst. De advocaat realiseert zich dat Tosan niet wil meewerken en weigert hem te vertegenwoordigen.
Amiel fantaseert over zijn vrijlating, wanneer het nieuws komt dat Tosan ter dood is veroordeeld. Hierop krijgt Pronos zijn stem terug en 'het spook' vertelt hoe het kwam dat Pronos stom werd: hij was bijna geëxecuteerd omdat iemand hem met een zekere Tronos had verward.
In de laatste scène staat Falidia onder een enorme vlag van waaruit bloed op het publiek druppelt. Ze smeekt de biechtvader van de president per telefoon om de executie van haar man te voorkomen, wiens enige misdaad was dat hij een representatieve regering had gewenst. De priester belooft te zullen bidden en wast zijn handen in een groot bassin met bloed. Dan telefoneert Falidia met een generaal, die haar eveneens afwimpelt. Uiteindelijk zetten de Paus en buitenlandse staatshoofden de president onder druk om de executie uit te stellen. De president vervroegt daarentegen de terechtstelling en Tosan wordt gewurgd, waarna zijn lijk zal moeten verdwijnen. Tosan wordt naakt terechtgesteld en plast bloed, dat Falidia over haar gelaat smeert.

## Rechtszaak
Teater Arena uit Gent bracht ...En ook de bloemen werden geboeid op 16 oktober 1971 ten tonele in een zaal aan de Brugse Poort. Jo Gevers regisseerde het stuk met een aantal minder bekende acteurs, die bereid waren naakt op te treden, en de directeur van het theater, Jaak Veys, had besloten de voorstelling uitsluitend voor volwassenen toegankelijk te maken. De première verliep zonder problemen en was een groot succes. Tijdens de tweede voorstelling maakten echter agenten van de BOB foto's van scènes waarin naaktheid en gesimuleerde seks voorkwam. Klaarblijkelijk had een privépersoon een klacht ingediend, waarna de acteurs wegens zedenschennis gearresteerd en ondervraagd werden.
Alle verdere voorstellingen werden hierop afgelast. Het kwam tot een proces waarin de acteurs verdedigd werden door Willy De Clercq, John Bultinck, Piet Van Eeckhaut en Eric Stassijns. Zij verkregen de vrijspraak, maar het parket ging in beroep, waarop de acteurs alsnog veroordeeld werden. Het Hof van Cassatie handhaafde het vonnis.
Tezelfdertijd werd ...Et ils passèrent des menottes aux fleurs in de oorspronkelijke versie in Brussel opgevoerd in het 'Théâtre de poche'. Hierop kwam geen reactie van overheidswege. De gang van zaken in Gent lokte een hevige controverse uit over censuur binnen het Vlaamse cultuurlandschap. Assistent-regisseur Jaak Van de Velde weet dit aan de toenmalige invloed van de CVP in Gent, in tegenstelling tot het vrijzinnige Brussel.